# Date certaine

## Acte authentique
L'acte authentique (notamment l'acte notarié en raison de l'intervention du notaire qui, à la suite des parties, signe l'acte qu'il reçoit) fait foi de sa date, au jour de sa signature entre les parties, mais aussi à l'égard des tiers (opposabilité), sans qu'aucune formalité supplémentaire ne soit nécessaire.
Cette force probante est l'une des principales caractéristiques de l'acte authentique par rapport à l'acte sous seing privé puisqu'il faut en passer par la lourde procédure d'inscription en faux en écriture publique pour apporter la preuve contraire.

## Acte sous seing privé
L'acte sous seing privé fait foi de sa date entre les parties signataires, mais ne fait pas foi de sa date vis-à-vis des tiers (inopposabilité).
Dans trois hypothèses, l'acte sous seing privé acquiert toutefois date certaine, mais pas forcément au jour de sa signature :
- dépôt de l'acte sous seing privé devant notaire (authentification) : date certaine au jour du dépôt ;
- enregistrement auprès de l'administration fiscale : date certaine au jour de l'enregistrement ;
- décès de l'un des signataires : date certaine au jour du décès.